# Kurt Heimbucher
Kurt Heimbucher (* 3. November 1928 in Nürnberg; † 24. Juli 1988 in Nürnberg) war ein deutscher evangelischer Theologe (Pfarrer) und Präses des Gnadauer Verbandes.

## Leben
Kurt Heimbucher wurde als Sohn von Gottlieb Heimbucher (1904–1952) und Anna Heimbucher, geborene Stark (1904–1981), in Nürnberg geboren und wuchs dort auch auf. Er hatte einen Bruder. Seine Konfirmation 1943 in Nürnberg musste in der Christuskirche gefeiert werden, da die Kirche seiner Heimatgemeinde St.-Leonhard durch Bomben zerstört war. 1944 wurde er Flakhelfer, und 1945 musste er in Kärnten eine kurze Zeit seinen Arbeitsdienst ableisten, bevor er noch zur Wehrmacht eingezogen wurde und zum Kriegseinsatz kam. Er geriet in englische und danach in amerikanische Kriegsgefangenschaft, aus der er nach kurzer Zeit nach Nürnberg entlassen wurde.
Im Alter von 17 Jahren bekehrte sich Kurt Heimbucher zum Glauben an Jesus Christus. Daraus ergab sich die verantwortliche Mitarbeit im CVJM in Nürnberg. 1945 machte Heimbucher ein Praktikum in einem Baugeschäft, ging aber 1946  wieder in die Oberrealschule in Nürnberg, die er 1948 mit dem Abitur abschloss. Im Jahr 1947 war er kurz, aber intensiv politisch tätig und war Vorsitzender im Sozialen und politischen Arbeitskreis junger Christen in Nürnberg.
Von 1948 bis 1952 studierte Heimbucher in Erlangen Theologie, u. a. bei Paul Althaus, Werner Elert, Walter Künneth und Eduard Steinwand. Er wurde in dieser Zeit vom Pietismus geprägt, so dass er sich selbst als „Lutherischen Pietisten“ bezeichnete. 1952 machte Heimbucher in Ansbach sein erstes und 1954 sein zweites Theologisches Examen.
Von 1952 bis 1968 war Heimbucher zunächst Vikar, dann selbständiger Pfarrer in Nürnberg an der Lutherkirche. Eine Zeit lang nannte man ihn wegen seiner Beziehungen zum 1. FC Nürnberg den Club-Pfarrer. Viele Jahre war er im Vorstand des bayerischen CVJM und Vorsitzender des Bezirksposaunenverbandes (30 Posaunenchöre). Er arbeitete in der Evangelischen Allianz in Nürnberg mit. 1966 war er Mitbegründer der „Ersten Fränkischen Glaubenskonferenz“ in Nürnberg.
Ab 1967 war Heimbucher Mitglied im Hauptvorstand der Deutschen Evangelischen Allianz, ab 1968  Vorsitzender der Evangelischen Allianz in Nürnberg. Von 1968 bis 1974 war er Gemeindepfarrer an der St.-Johannis-Kirche in Nürnberg.
Von 1971 bis 1974 war er als Nachfolger von Hermann Haarbeck nebenamtlich Präses des „Gnadauer Verbandes für Gemeinschaftspflege und Evangelisation“ (Dachverband), danach von 1974 bis zu seinem Tod 1988 der erste hauptamtliche Präses dieses Verbandes. Auf seine Veranlassung erfolgte 1977 die Verlegung der „Gnadauer Pfingstkonferenz“ von Frankfurt am Main nach Siegen (Hammerhütte) und die Gründung der „Gnadauer Zentrale“ in Dillenburg, sowie die Berufung des ersten Generalsekretärs, Theo Schneider.
Von 1971 bis 1988 war Heimbucher Mitglied der Landessynode in der Evangelisch-Lutherischen Kirche in Bayern, von 1979 bis 1981 war er Mitglied in der Synode der EKD.
Er war Verfasser verschiedener theologischer Stellungnahmen zu Kirche, Staat und Gesellschaft und Mitorganisator von Konferenzen, Groß-Evangelisationen und -Veranstaltungen. Heimbucher war vehementer Gegner der Abtreibungspraxis in Deutschland und verweigerte deshalb im Januar 1988 die Annahme des Bundesverdienstkreuzes.
Im Jahre 1986 wurde Heimbucher auf Grund seiner vielen schweren Erkrankungen in den Vorruhestand versetzt. Er blieb aber weiterhin Präses des „Gnadauer Verbandes“ und war unterwegs als Evangelist und Prediger. Am 24. Juli 1988 erlag er in seiner Heimatstadt Nürnberg einem Herzversagen. Sein Grab befindet sich auf dem Friedhof von „St.-Leonhard“ in Nürnberg.

## Werke
- Luther und der Pietismus. An alle, die mit Ernst Christen sein wollen. Giessen 1983.
- Gez.- Kurt Heimbucher – Notizen aus meinem Leben. Wuppertal 1985.
- Dem Auftrag verpflichtet. Die Gnadauer Gemeinschaftsbewegung – Prägungen, Positionen, Perspektiven. Giessen 1988.